# Champmoli karthauzi kolostor maradványai
A Champmoli Szentháromság Kolostor a karthauzi rend egykori kolostora volt Burgundiában, Dijonban. A több mint hat évszázadig itt álló kolostor helyét jelenleg egy kórház központ foglalja el.

## Története

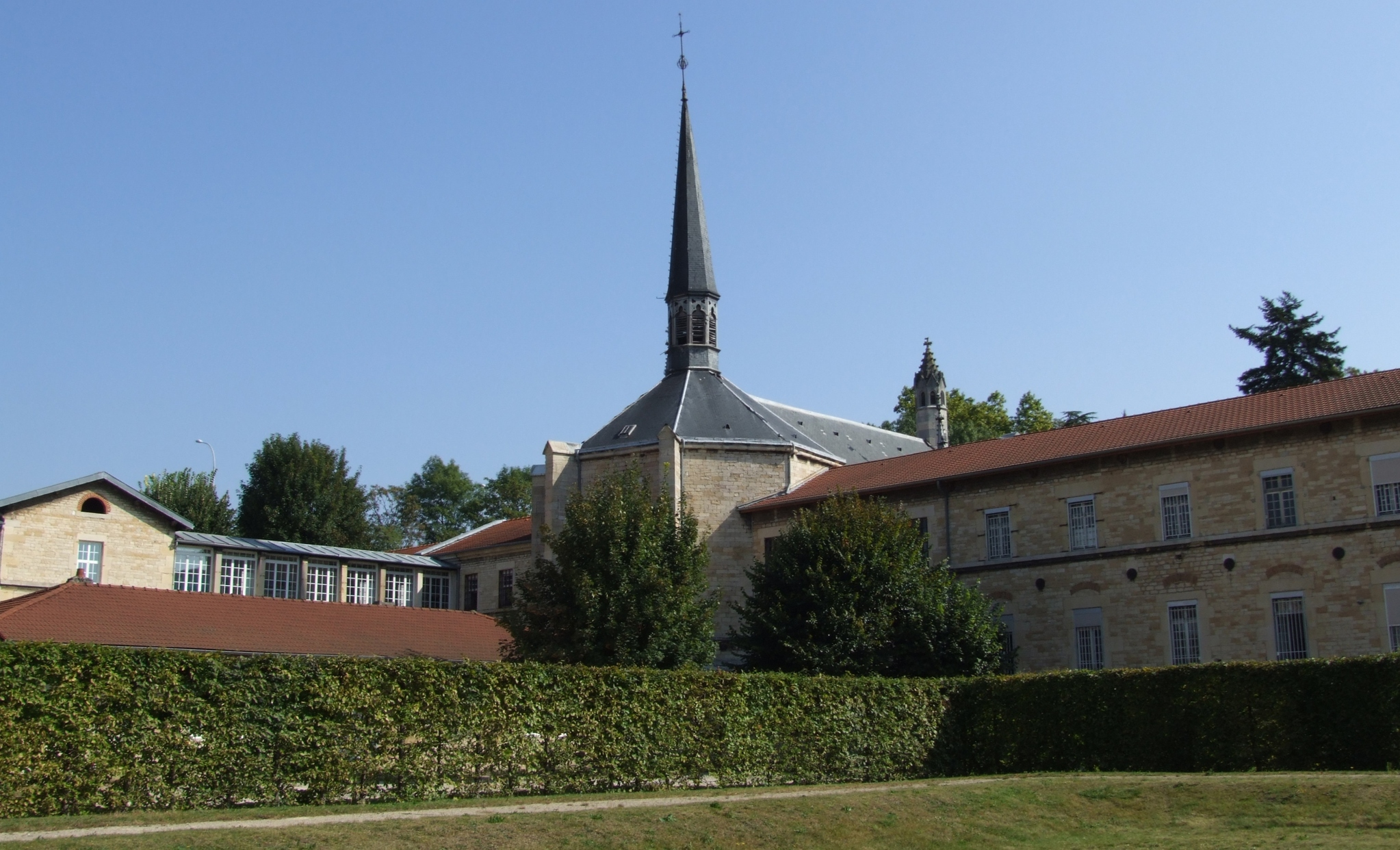

Építése 1377-től kezdődött egy Champmol nevű helyen, Dijon városán kívül, Merész Fülöp, burgundi herceg telepítette le itt a karthauzi barátokat. A kolostor díszítésével a kor legjobb mestereit, köztük Claus Slutert bízta meg, aki Claus de Werve-vel dolgozott együtt.
A kolostor a francia forradalom idején zárva volt, 1791 áprilisában értékesítették, új tulajdonosa 1793-ban leromboltatta a templomot és az épületeket, amelyeket nem használt. A helyszínen 1833-ban egy tébolyda épült.

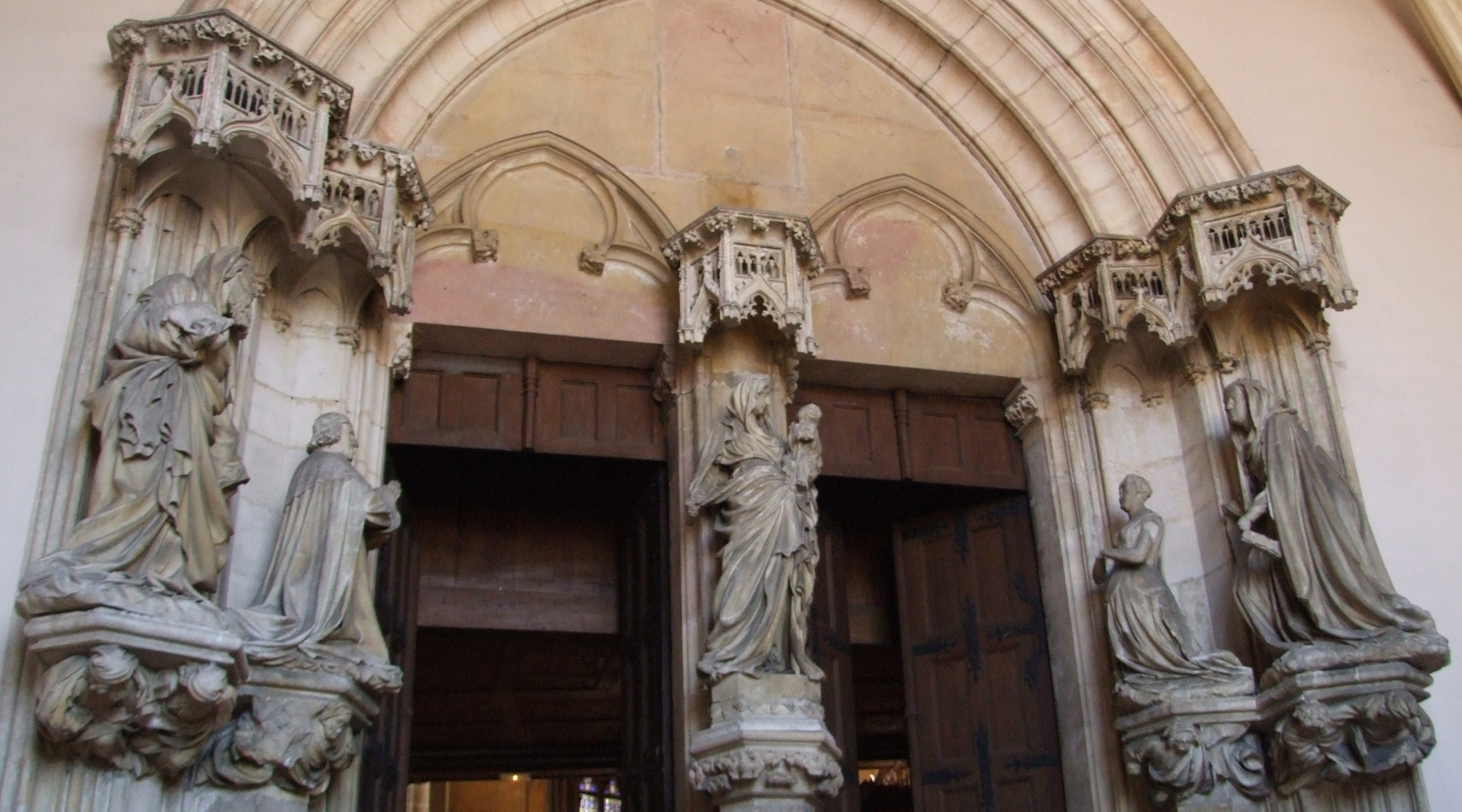
A kolostor kápolnájának szobrai

A  kolostorból mára csak egyes részek maradtak meg. Fennmaradt az egykori rendház egyik legfontosabb műalkotása a németalföldi Claus Sluter szobraival díszített kút alsó része is, melynek szoboregyüttese a középkori és a reneszánsz művészet közötti átmenet egyik legkiválóbb példája, valamint a karthausi barátok kápolnájának kapuzata is. A kápolna a burgundiai hercegek Saint-Denis-je volt; ide temetkeztek. A hercegek síremlékei ma a dijoni múzeumban vannak.

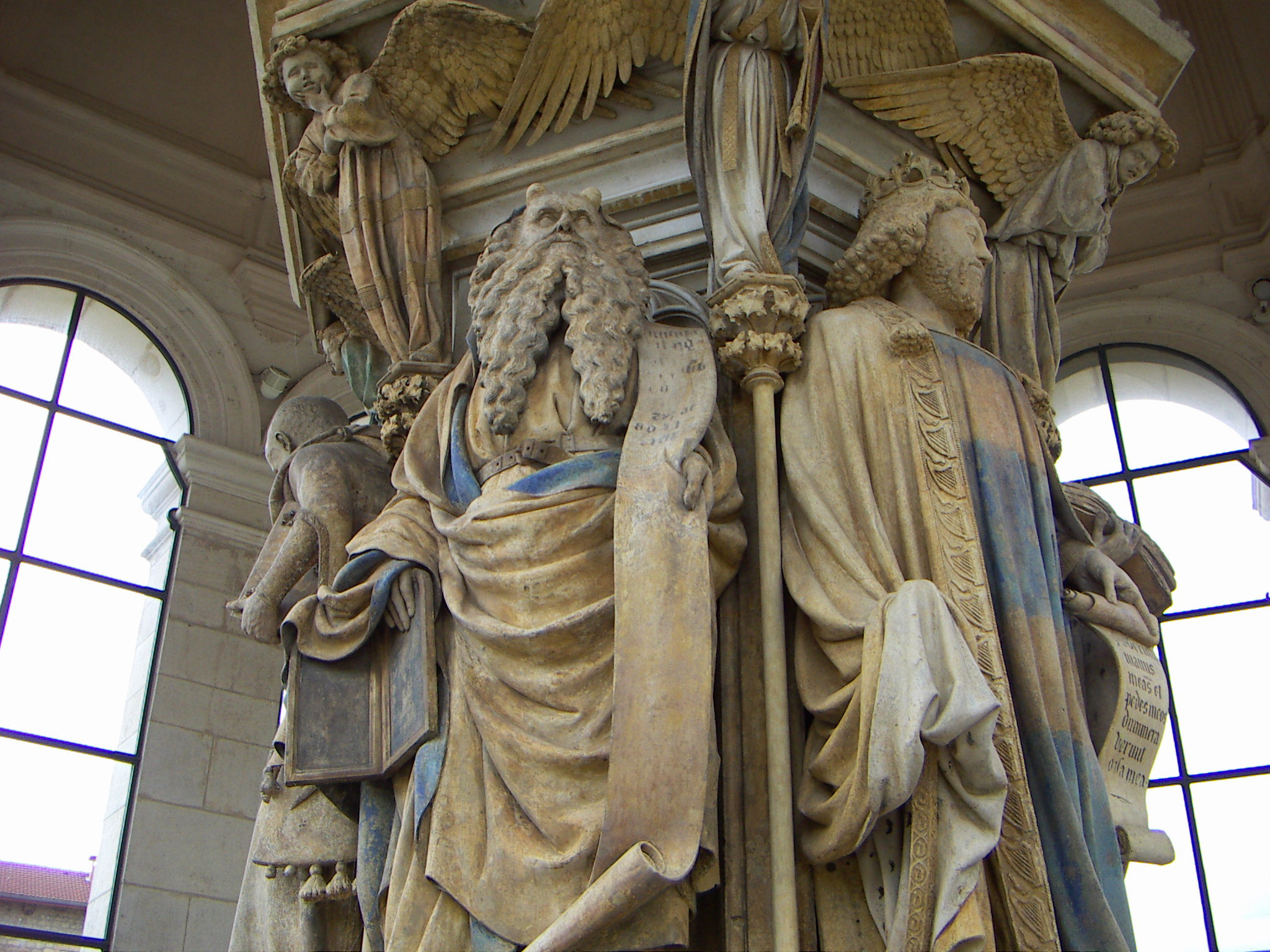
Mózes kútjának szobrai

## Kápolna
A kápolna kapuzatát Klaus Sluter és tanítványainak világhírű szobrai díszítik.
Itt látható a Madonna, a mecénás Merész Fülöp és felesége, Flandriai Margit alakjai között. Fülöpöt Szent János, Margitot Szent Katalin ajánlja Mária kegyeibe.

## Mózes-kút
Az egykori kolostorudvaron áll a monumentális Mózes-kút, melyet ugyancsak Sluter épített 1395-től 1404-ig. A kútmedencét angyalok tartják, melyet próféták állnak körül. A kutat egy, a keresztrefeszítést ábrázoló szoborcsoport koronázta, de ez egy krisztus fej kivételével elpusztult. (A fej a dijoni múzeumban található). 
Sluter mély jellemző készséggel tudta ábrázolni a Mózes-kút prófétáinak egyéniségét is.

## A dijoni múzeum anyagából

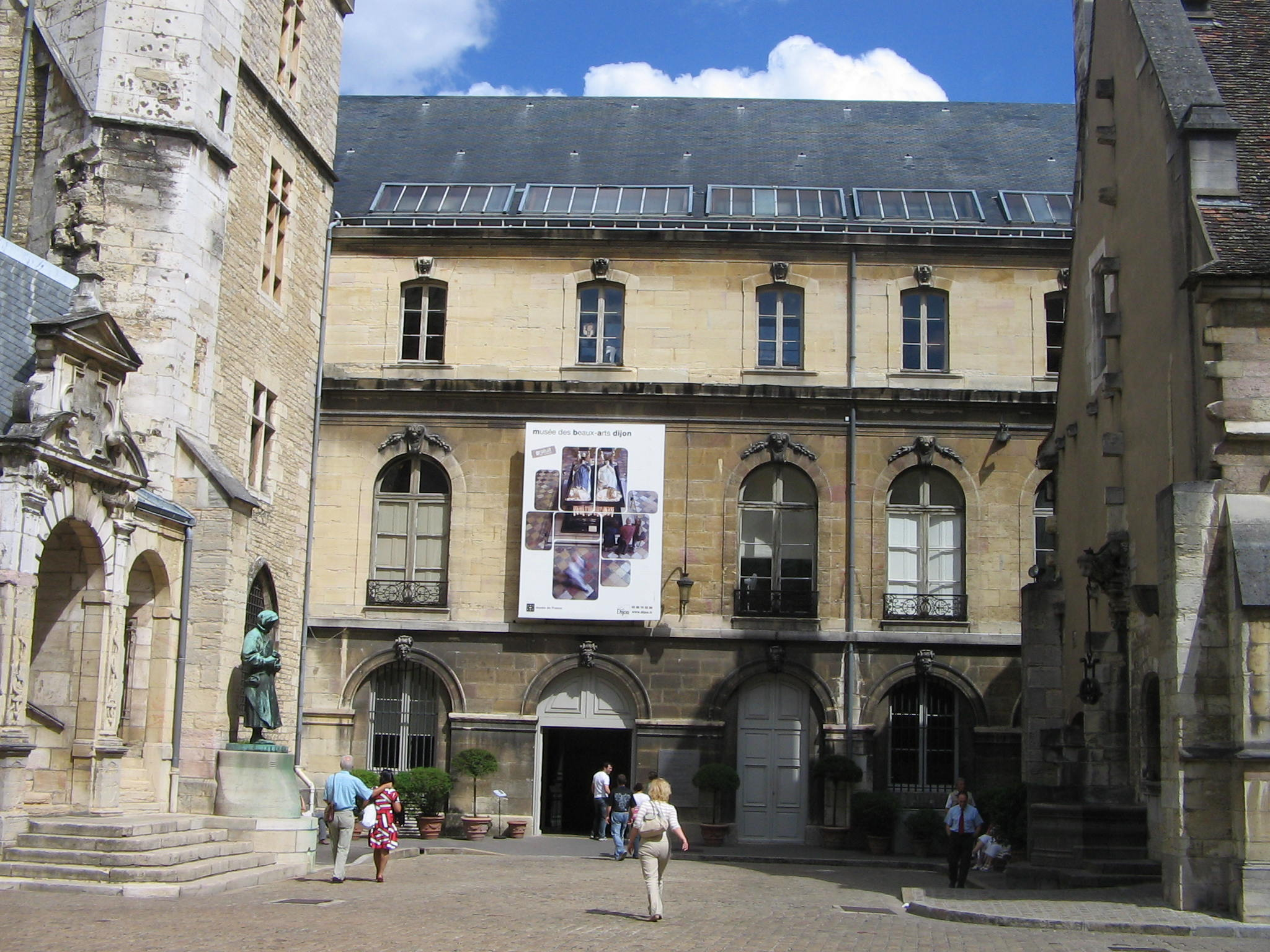
A múzeum épülete
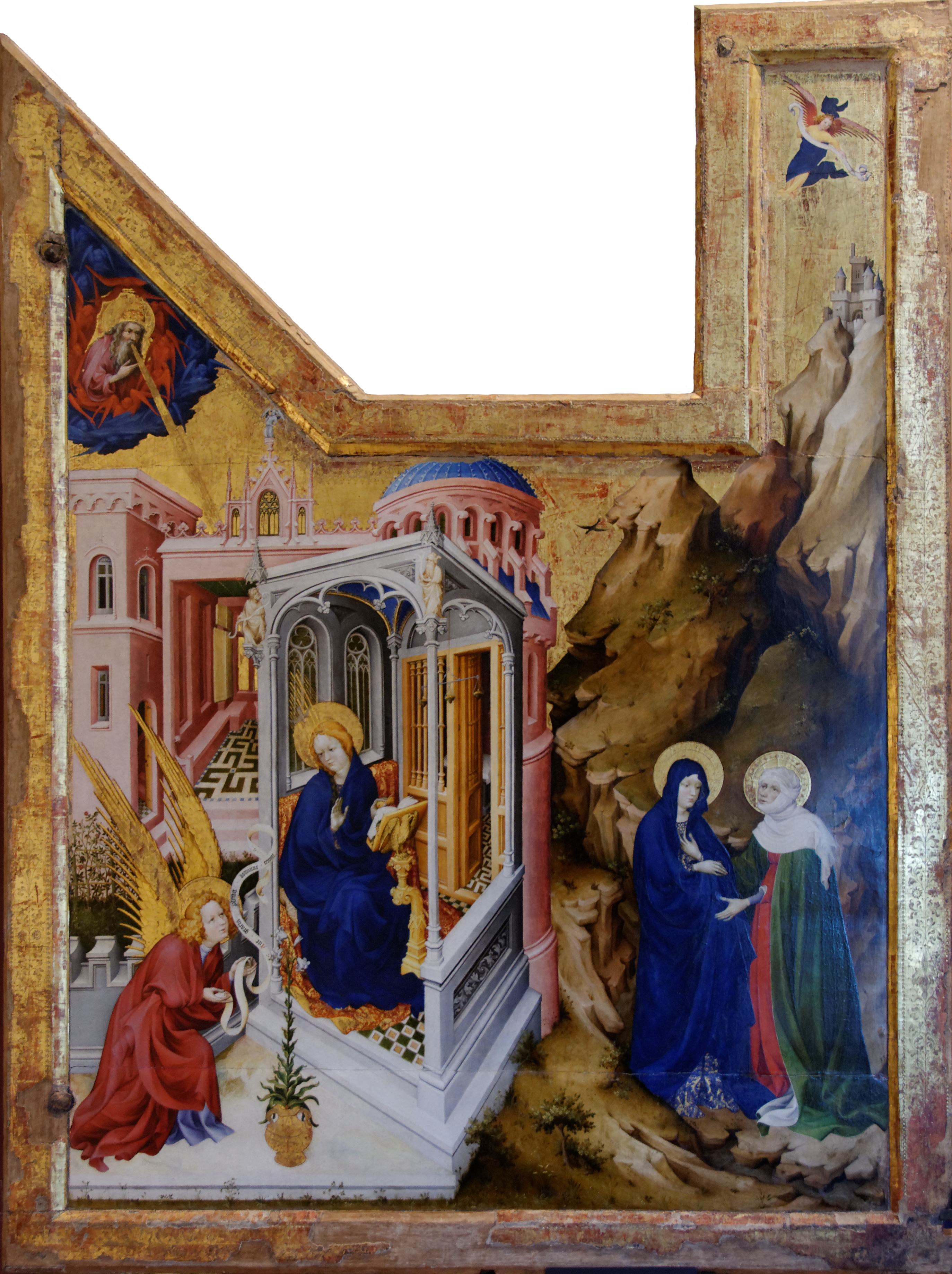
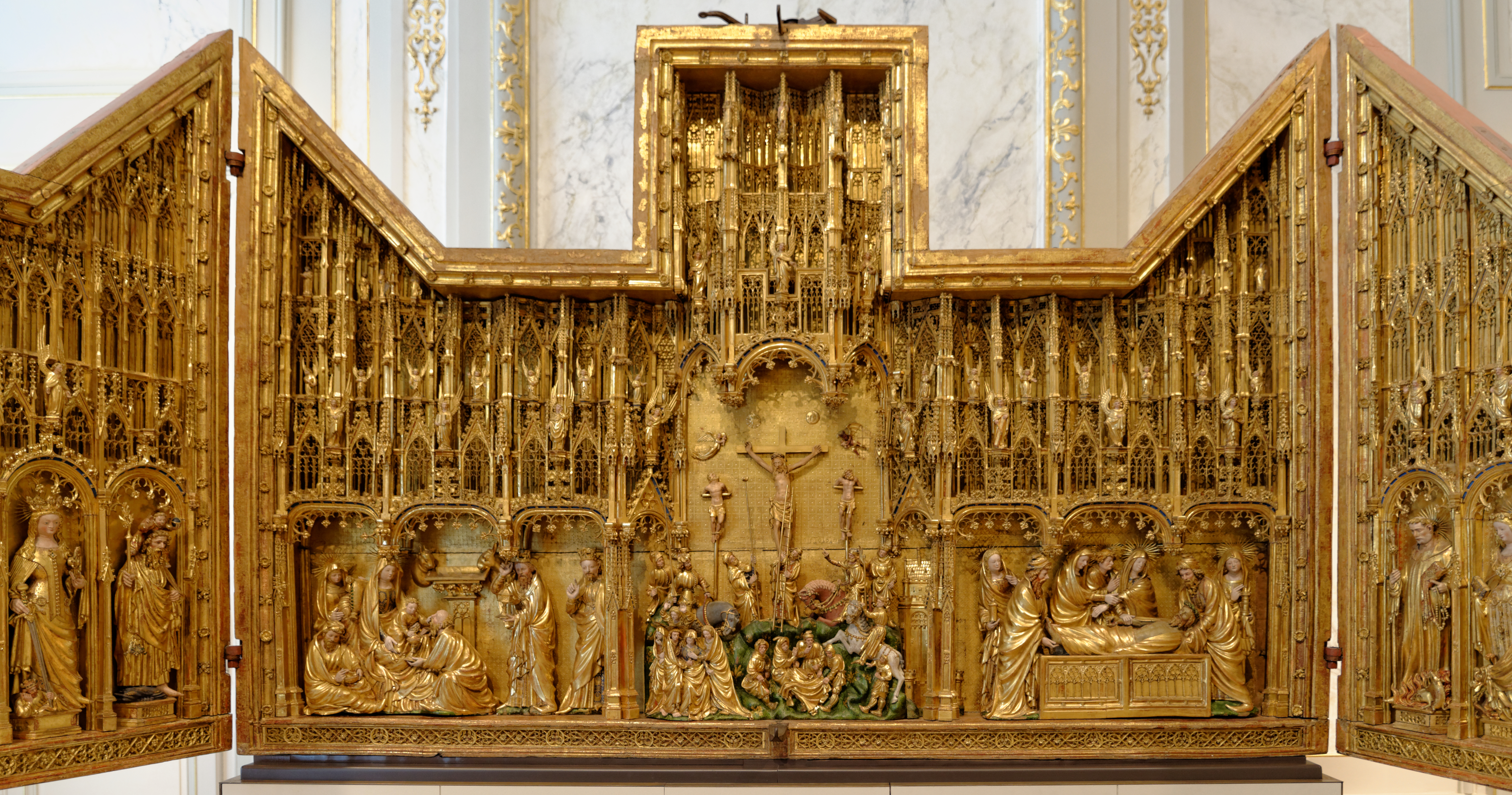
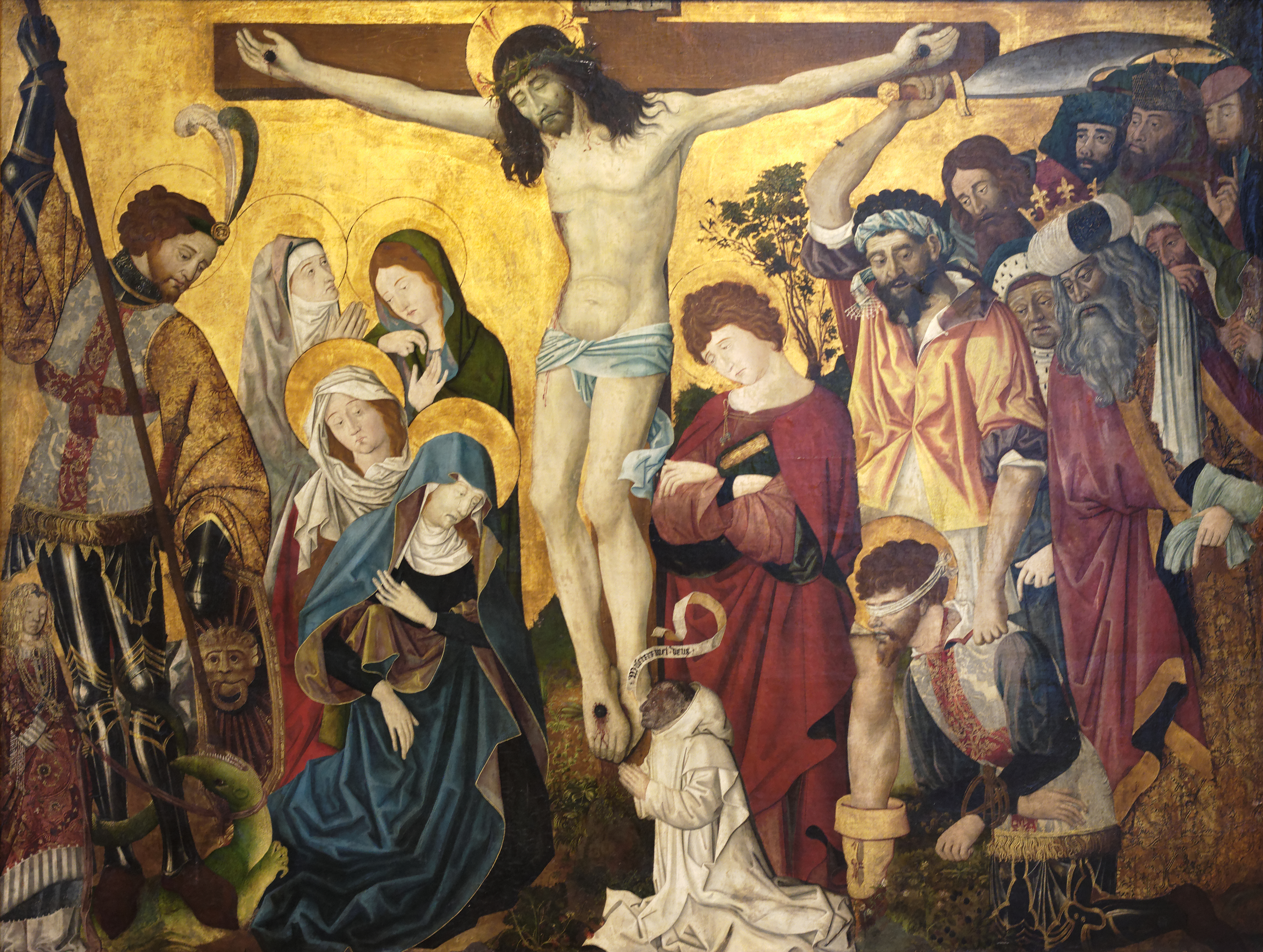
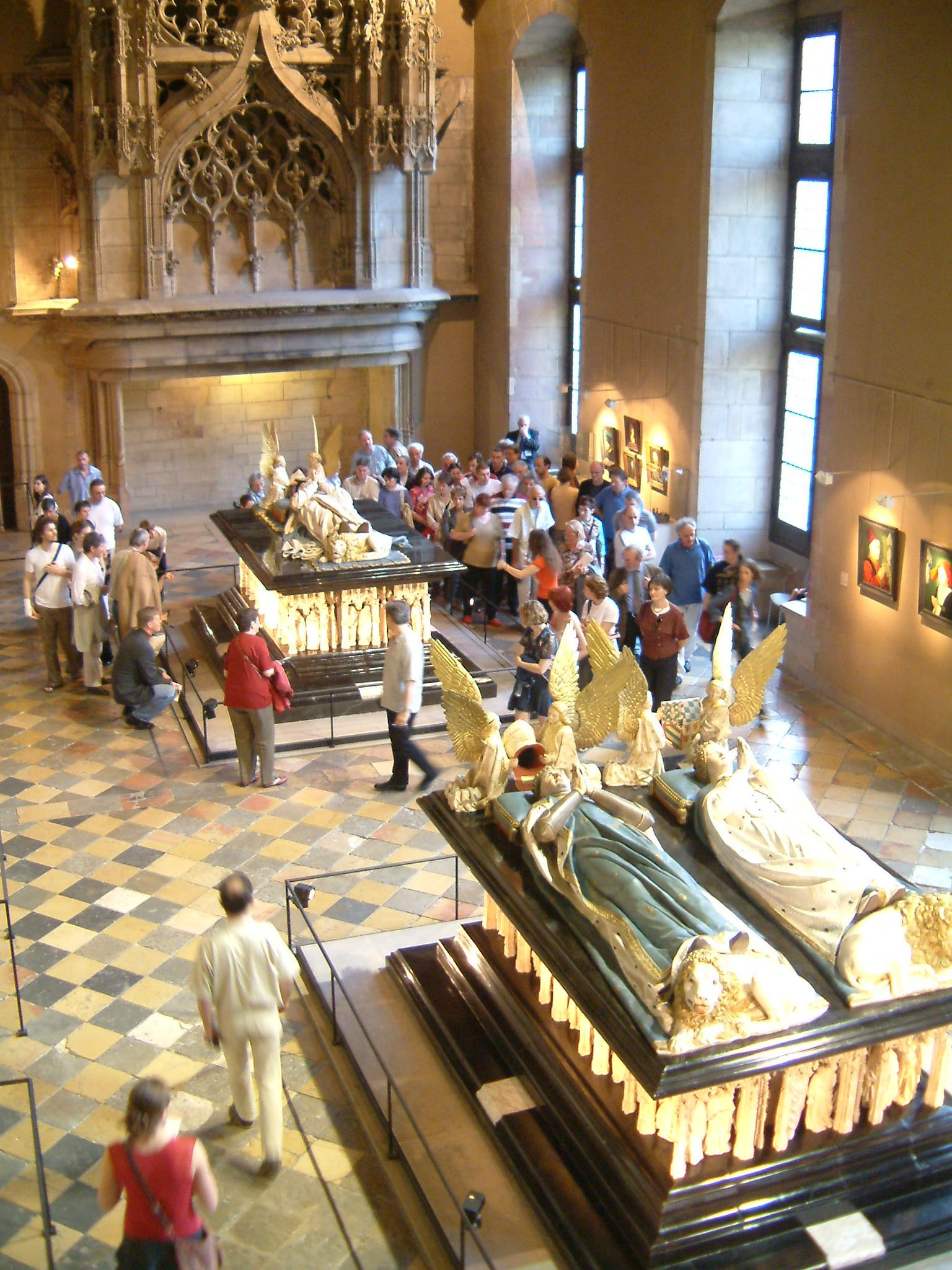